# Esophyllas
Esophyllas és un gènere d'aranyes araneomorfes de la subfamília Erigoninae, dins de la família Linyphiidae.
Fou descrit per primera vegada per T. R. Prentice i R. A. Redak l'any 2012. Es pot trobar a Califòrnia (Estats Units).

## Espècies
Segons The World Spider Catalog 12.0:
- Esophyllas synankylis Prentice & Redak, 2012
- Esophyllas vetteri Prentice & Redak, 2012 (Espècie tipus)